# Alone in the Dark (gra komputerowa)
Alone in the Dark – gra komputerowa z gatunku survival horror, wyprodukowana w 1992 roku przez przedsiębiorstwo Infogrames. Akcja gry, która czerpie inspirację z prozy H.P. Lovecrafta, toczy się w 1924 roku. Bohater gry – Edward Carnby lub Emily Hartwood, w zależności od wyboru gracza – przybywa do nawiedzonej posiadłości Derceto w Luizjanie w celu rozwikłania zagadki tajemniczej śmierci artysty Jeremy'ego Hartwooda.
Rozgrywka w Alone in the Dark polega głównie na eksploracji przestrzeni posiadłości, odpieraniu ataków różnorodnych przeciwników zapożyczonych z uniwersum Lovecrafta tudzież bezpośredniej walce z zagrożeniem. Dysponując ograniczonym ekwipunkiem, gracz musi przeszukiwać posiadłość w celu odnalezienia narzędzi umożliwiających postęp w grze oraz ułatwiających walkę z przeciwnikami.
Alone in the Dark był, jak na czasy powstania, skomplikowanym przedsięwzięciem, wymagającym udziału kilkunastoosobowej ekipy na czele z reżyserem Frédérickiem Raynalem, scenarzystą Hubertem Chardotem oraz animatorem Didierem Chanfrayem. Innowacją wprowadzoną przez zespół do estetyki gier komputerowych było połączenie dwuwymiarowego tła symulującego różne ustawienia kamery z trójwymiarowymi obiektami. Trafiwszy do obiegu wydawniczego, Alone in the Dark zebrał znakomite recenzje zarówno ze strony francuskich, jak i anglosaskich krytyków, a na targach European Computer Trade Show zdobył trzy nagrody (najlepsza oprawa graficzna, najlepsza oryginalna gra, najlepsza gra francuska roku). Do 2000 roku sprzedano 2,5 miliona kopii gry, a jej komercyjny i artystyczny sukces skłonił Infogrames do wydania serii gier utrzymanych w podobnym tonie, z których jednak żadna nie miała powodzenia porównywalnego z pierwowzorem.

## Fabuła
Akcja gry rozpoczyna się w 1924 roku. Jeremy Hartwood, znany artysta i właściciel posiadłości Derceto w Luizjanie (nazwanej na cześć bóstwa syryjskiego), popełnił samobójstwo poprzez powieszenie się. Jego śmierć wydaje się podejrzana, ale nikogo nie dziwi, ponieważ Derceto jest powszechnie uznawana za nawiedzony dom. Sprawa została szybko zamknięta przez policję, a opinia publiczna o niej zapomniała. Gracz wciela się w rolę albo Edwarda Carnby'ego – prywatnego detektywa, który zostaje wysłany, aby odnaleźć na poddaszu fortepian dla handlarza antykami – albo Emily Hartwood, siostrzenicy Jeremy'ego, która jest również zainteresowana znalezieniem fortepianu, ponieważ wierzy, że w tajnej szufladzie znajduje się notatka, w której Jeremy wyjaśnia swoje samobójstwo. Niezależnie od wyboru, gracz podjeżdża samochodem pod posiadłość i otwiera drzwi do budowli.
Po wejściu gracza do posiadłości, drzwi zatrzaskują się za sterowaną przezeń postacią. On/ona rozpoczyna rozgrywkę na strychu, gdzie doświadcza ataku potworów. Postać gracza zmierza do niższego piętra, gdzie zwalcza różne stworzenia i zagrożenia. W całym domu znajdowane są dokumenty wskazujące, że Derceto zostało zbudowane przez okultystycznego pirata nazwiskiem Ezechiel Pregzt, a pod domem znajdują się jaskinie użyte do mrocznych rytuałów mających na celu pomnożenie majątku Pregzta i nienaturalne przedłużenie jego życia. Pregzt został zastrzelony, a Derceto − spalone przez stacjonujących opodal żołnierzy Unii podczas wojny secesyjnej. Jednak duch Pregzta żył dalej, a jego zwłoki zostały wniesione przez jego służbę do starego drzewa ukrytego w jaskiniach pod Derceto. Jeremy Hartwood popełnił samobójstwo, aby niemożliwe stało się zawładnięcie jego ciałem przez Pregzta, więc ten skupia się teraz na postaci gracza. Jeśli gracz straci przytomność, ciało jego postaci zostaje przeniesione do ołtarza i opętane przez Pregzta, po czym gra kończy się widokiem zjawisk nadprzyrodzonych uwolnionych z posiadłości i władających całym światem.
Gracz znajduje przejście do podziemnych jaskiń w gabinecie Hartwooda i udaje się na drzewo, na którym mieszka Pregzt. Postać gracza rzuca pod drzewo oświetloną latarnię, aby je spalić, a następnie ucieka z zawalającej się jaskini. Pregzt płonie, a posiadłość jest oczyszczona z istot nadnaturalnych. Gracz może wreszcie otworzyć drzwi wejściowe i opuścić dom, jednak pojazd, który podjeżdża pod Derceto i którym odjeżdża jego postać, sterowany jest przez szkielet.

## Rozgrywka
Alone in the Dark uznawany jest za grę z gatunku survival horrorów. Gracz dokonuje w grze wyboru jednej z dwóch postaci: Edwarda Carnby'ego (mężczyzny) oraz Emily Hartwood (kobiety), wybór ten jednak nie ma wpływu na przebieg akcji. Rozgrywka odbywa się w prerenderowanym, dwuwymiarowym środowisku symulującym trójwymiarowe, zmienne ustawienia kamery, na które nałożone są trójwymiarowe obiekty oraz postacie. Sterując postacią za pomocą strzałek klawiatury, gracz może chodzić lub – po dwukrotnym kliknięciu stosownego przycisku – biec do przodu.
Wybór przedmiotów dokonuje się za pośrednictwem ekranu akcji, w którym możliwe jest sprawdzenie ekwipunku i stanu zdrowia gracza, a także wykonanie jednej z trzech czynności. Należą do nich przeszukanie pobliskiego zakamarka w poszukiwaniu przedmiotów, walka z zagrażającymi bohaterowi postaciami (wręcz lub z użyciem broni palnej), wreszcie pchnięcie pobliskiego ciężkiego obiektu; pod koniec gry aktywuje się również zdolność skoku. Pojemność ekwipunku jest ograniczona, a zbędne przedmioty można upuścić lub wyrzucić gdziekolwiek w ramach danej sceny.
Do przeciwników spotykanych przez gracza należą między innymi zombie, szczury, zjawy oraz ghule. Gracz może wdać się z nimi w walkę wręcz, używając kilku różnych zestawów ciosów, co wymaga jednak ustawienia się naprzeciw wrogiej postaci. Wprawdzie możliwe jest zdobycie broni palnej w postaci pistoletu oraz strzelby, jednak amunicja w grze występuje w niewielkiej ilości. Bezpośrednia konfrontacja jest ryzykowna, ale w części lokacji da się wyeliminować zagrożenie, blokując okna i drzwi za pomocą przesuniętych mebli.
Większość prawideł świata przedstawionego w Alone in the Dark gracz poznaje, zaglądając do zawartych w grze książek oraz korespondencji. Ich zawartość swoją treścią odwołuje się do uniwersum H.P. Lovecrafta, przede wszystkim do jego opowiadania The Case of Charles Dexter Ward (1927).

## Produkcja

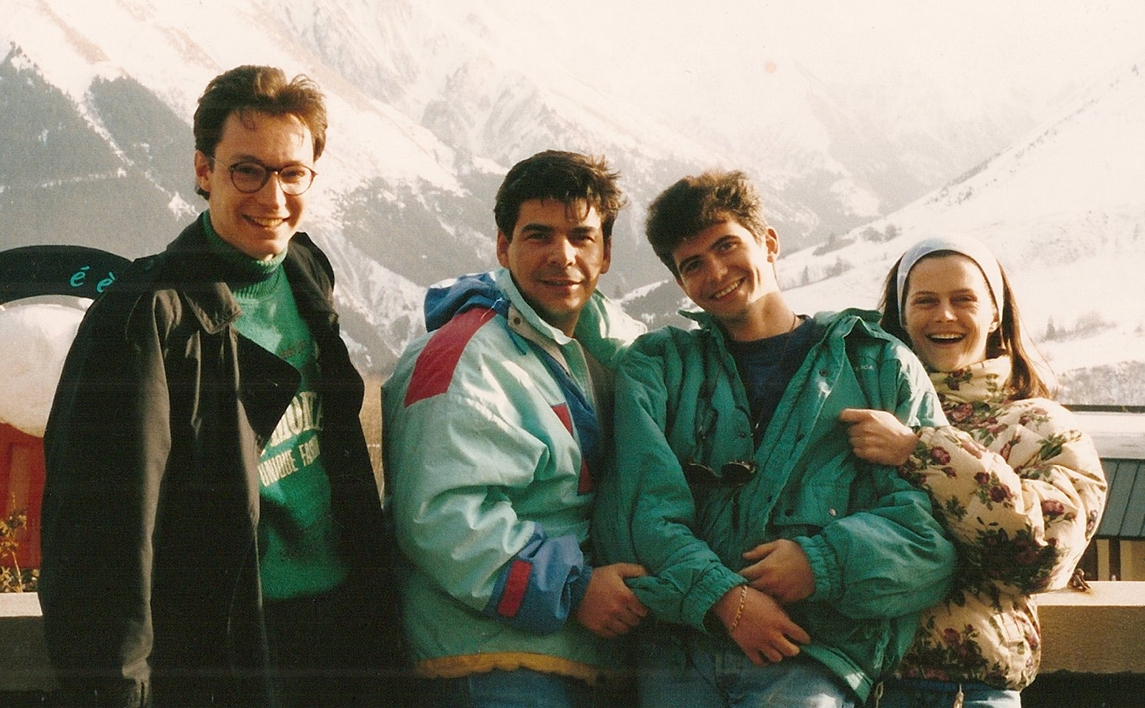
Od prawej twórcy Alone in the Dark: Yaël Barroz, Frédérick Raynal, Didier Chanfray; po zakończeniu produkcji gry założyli wraz z Laurentem Salmeronem (pierwszy z lewej) własne studio Adeline Software

W 1989 roku Frédérick Raynal, programista nowo przyjęty do wytwórni Infogrames, otrzymał zadanie przeniesienia na komputery osobiste trójwymiarowej gry na Atari ST, Alpha Waves, autorstwa Christophe'a de Dinechina. Nauczony doświadczeniem wynikającym z pracy nad portem programistycznym, w styczniu 1991 roku Raynal zgłosił szefostwu Infogrames zamiar stworzenia podobnej gry trójwymiarowej, tym razem osadzonej w realiach horroru. Na potrzeby swojego projektu zaprogramował aplikację umożliwiającą tworzenie trójwymiarowych wielokątów, nazwaną przezeń 3Desk. Aplikacja pozwalała na modelowanie, teksturowanie i animowanie w czasie rzeczywistym obiektów trójwymiarowych. Do programisty dołączył niebawem odpowiedzialny za animację oraz grafikę trójwymiarową Didier Chanfray, który zaczął swoją pracę od renderowania szkiców koncepcyjnych i dopracowywania ich za pomocą programu Deluxe Paint. Aby uprościć proces tworzenia grafiki, Chanfray użył programu wykrywającego kolizję obiektów ze scenografią, która miała być dwuwymiarowa.
Projektowaniem dwuwymiarowych wnętrz symulujących przestrzeń zajęła się Yaël Barroz, która niebawem została żoną Raynala. Łącząc trójwymiarowe obiekty z dwuwymiarową scenografią, ekipa pracująca nad Alone in the Dark zdecydowała się zasymulować zmienne punkty widzenia kamery. Było to konieczne ze względu na poczynione oszczędności (niemożliwe było jeszcze wtedy osadzenie kamery za plecami bohatera), a jednocześnie to rozwiązanie umożliwiało budowanie dramaturgii rodem z horrorów. Aby uspokoić nieprzekonanego do projektu prezesa Infogrames Bruno Bonnella, twórcy gry dostarczyli mu wersję demonstracyjną. Ostatecznie Bonnell zdecydował się kontynuować prace nad Alone in the Dark, a do zespołu dołączył odpowiedzialny za pomoc przy programowaniu gry stażysta Franck De Girolami. Jednak Bonnell po kilku miesiącach powolnych prac zastrzegł, że życzyłby sobie adaptacji prozy H.P. Lovecrafta, którego dzieła zyskiwały coraz większą popularność. Zadanie napisania scenariusza zlecił specjaliście od prozy Lovecrafta, Hubertowi Chardotowi, którego polecił inny scenarzysta gry, Franck Manzetti. Początkowo nawet spółka Chaosium planowała udzielenie twórcom licencji na stworzenie komputerowej adaptacji swojej gry fabularnej na podstawie Zewu Cthulhu, jednak szybko zarząd Chaosium zorientował się, że projekt Infogrames nie ma wiele wspólnego pod względem mechaniki z ich własną grą.
Na początku roku 1992 produkcja Alone in the Dark ruszyła. Raynal został przekonany przez resztę ekipy, że najlepiej byłoby dodać – obok detektywa Edwarda Carnby'ego – drugą postać grywalną, Emily Hartwood, aby zachęcić do gry także żeńską część społeczności graczy. Planowano nawet modyfikację mechaniki tak, aby zbilansowanie akcji oraz logicznych zagadek zależało od doboru wybranej postaci, jednak Raynal zorientował się, że nie będzie czasu na wprowadzenie tych fundamentalnych zmian. Prace bowiem przyśpieszyły, żeby grę można było pokazać na targach European Computer Trade Show. We wrześniu 1992 roku istotnie gra pojawiła się na targach, a Infogrames zadbało o jej wystawną prezentację. Pewne elementy (np. twarze głównych postaci) zostały jednak dodane w ostatniej chwili. Gra trafiła do dystrybucji pod koniec 1992 roku, w krytycznym dla Raynala momencie. Ponieważ Barroz zaszła w ciążę, a Infogrames odmówiło upublicznienia nazwiska Raynala w napisach początkowych, ten opisywał koniec prac nad Alone in the Dark jako „traumę mojego życia”; spotkawszy się z brakiem uznania, opuścił wytwórnię zaraz po wydaniu gry .

## Odbiór
Według danych z lutego 1997 sprzedano 300 tysięcy kopii Alone in the Dark. W styczniu 2000 roku francuski dziennik „Libération” doniósł, że liczba sprzedanych kopii sięgnęła 2,5 miliona.
Alone in the Dark został znakomicie przyjęty przez francuską prasę branżową. Olivier Chazoule z pisma „Génération 4” wnet wychwycił inspirację twórców prozą Lovecrafta, chwaląc zarazem płynność animacji na współczesnych mu komputerach osobistych i dopracowaną oprawę graficzną. Cyrille Baron w swej recenzji dla pisma „Joystick” podkreślał, iż swym stylem gra przypomina powstałe w Delphine Software utwory Cruise for a Corpse oraz Another World. Recenzentowi podobała się szczególnie nagła zmiana punktów widzenia kamery, dodająca grze dramatyzmu, a jako jedyną słabą stronę Alone in the Dark Baron wskazywał bardzo monotonną ścieżkę dźwiękową. Recenzent z pisma „Tilt” stwierdził, iż „Alone in the Dark jest w domenie gier prawdziwą rewolucją, taką jak swego czasu były Dungeon Master, Prince of Persia oraz Another World”.
Również w Stanach Zjednoczonych gra była dobrze przyjęta. Charles Ardai z pisma „Computer Gaming World” stwierdził, że żadna poprzednia gra nie sprawiała, żeby „podskakiwał on ze strachu przy najcichszym szmerze” i aby „czuł się jak gdyby był w prawdziwej budowli”. Opisał samą grę jako „naprawdę diaboliczną symulację, obfitującą w wymyślne wyobrażenia zła oraz niespodziewane zwroty akcji”. W tym samym numerze czasopisma dziennikarka Scorpia zachowała większy krytycyzm, wymieniając błędy takie jak śmierć bohatera w momencie czytania książki. Scorpia twierdziła, że „Alone in the Dark jest jedną ze świetnych gier, które zawierają jednak irytujące błędy”, zarazem zaznaczając, że gra „dobrze buduje klimat”. W recenzji z 1994 zauważono, że wersja na płyty kompaktowe „oferuje lepszą animację oraz bardziej upiorne udźwiękowienie”.
Podczas recenzji późniejszej wersji na 3DO nastąpiła większa polaryzacja ocen wśród krytyków. Czasopismo „GamePro” opisało Alone in the Dark jako „niezręczną, półrealistyczną grę", wymieniając wśród jej wad linearną rozgrywkę, przesadnie ślamazarny ruch bohatera sterowanego przez gracza oraz „śmiesznie wyglądające, dziwnie poruszające się monstra", choć redakcja chwaliła zarazem nastrojowe efekty dźwiękowe oraz trójwymiarowe ustawienia kamery Dla porównania magazyn „Electronic Gaming Monthly” uznał, że gra ma „znakomitą oprawę audiowizualną”, a w opinii redaktora magazynu „Next Generation” Alone in the Dark cechuje się „subtelnym połączeniem upiornej muzyki, ponurych sekwencji animowanych oraz pełnej napięcia fabuły”, która „tworzy atmosferę napięcia i przerażenia”. W recenzji wersji na PlayStation w 1996 roku redakcja portalu IGN wyraziła jednak opinię, iż Alone in the Dark, „niegdyś zwycięzca w swoim gatunku, dziś wydaje się przestarzały i niezręczny”.

## Nagrody i notowania
| Rok  | Festiwal                     | Nagroda                      |
| ---- | ---------------------------- | ---------------------------- |
| 1993 | European Computer Trade Show | Najlepsza oprawa graficzna   |
| 1993 | European Computer Trade Show | Najlepsza oryginalna gra     |
| 1993 | European Computer Trade Show | Najlepsza gra francuska roku |
| 1993 | Tilt d'Or                    | Najlepsza animacja           |
| 1993 | 4 d'Or                       | Najlepsza gra przygodowa     |
| 1993 | PC Gamer Awards              | Najbardziej oryginalna gra   |
| 1997 | 4 d'Or                       | Nagroda jakościowa           |

| Rok  | Podmiot                 | Notowanie                                | Miejsce     |
| ---- | ----------------------- | ---------------------------------------- | ----------- |
| 1994 | „PC Gamer US”           | Najlepsze gry komputerowe w historii     | 10.         |
| 1994 | „PC Gamer UK”           | Najlepsze gry komputerowe wszech czasów  | 31.         |
| 1996 | „Computer Gaming World” | Najlepsze gry wideo wszech czasów        | 88.         |
| 2009 | „Empire”                | 100 najlepszych gier wideo wszech czasów | wyróżnienie |

## Spuścizna
Sukces gry skłonił Infogrames do wydania szeregu kontynuacji koncentrujących się na męskim awatarze z pierwowzoru, Edwardzie Carnbym. W 1994 roku ukazał się zahaczający o wątki voodoo Alone in the Dark 2, natomiast w 1995 – osadzony w realiach Dzikiego Zachodu Alone in the Dark 3. Obie kontynuacje zostały wyreżyserowane przez Christine Sgorlon na podstawie scenariusza Chardota i wykorzystywały ten sam silnik graficzny co pierwowzór, jednak nie odniosły sukcesu na jego miarę. Odświeżyć formułę oryginalnej gry próbował Antoine Villette jako reżyser wydanej w 2001 roku gry Alone in the Dark: Koszmar powraca (Alone in the Dark: The New Nightmare, 2001), w której zastosowano ulepszony silnik graficzny. Koszmar powraca miał powodzenie wśród krytyków, a na jego podstawie powstał film Alone in the Dark: Wyspa cienia (2005) w reżyserii Uwe Bolla, który jednak spotkał się z negatywnym odbiorem. W 2008 powstał reboot całej franczyzy Alone in the Dark, za którego powstanie odpowiedzialny był reżyser David Nadal. Osadzona w realiach nowojorskiego Central Parku produkcja Infogrames otrzymała jednak mieszane recenzje, a próba kolejnej resuscytacji serii pod nazwą Alone in the Dark: Illumination (2015) poniosła całkowitą klęskę artystyczną. Zdyskontować popularność pierwowzoru próbował również sam Raynal, realizując niezależną grę 2Dark (2017) poświęconą ratowaniu dzieci z rąk psychopatów odpowiedzialnych za porwanie latorośli głównego bohatera. 2Dark został jednak chłodno przyjęty przez krytyków. W 2024 ukazał się remake pierwowzoru, również zatytułowany Alone in the Dark i wyprodukowany już przez szwedzkie studio Pieces Interactive.